# Tiberius Claudius Ulpianus (Tribunus)
Tiberius Claudius Ulpianus war ein im 2. Jahrhundert n. Chr. lebender Angehöriger des römischen Ritterstandes (Eques).
Durch eine Weihinschrift ist belegt, dass Ulpianus im Jahr 147 Tribunus der Cohors I Cilicum war, die zu diesem Zeitpunkt in der Provinz Moesia inferior stationiert war.
Aus der Inschrift geht hervor, dass Tiberius Claudius Saturninus, der Statthalter der Provinz, Ulpianus den Auftrag erteilte, für den Kaiser wilde Tiere zu fangen (ob venationem Caesarianam iniunctam a Claudio Saturnino legato Augusti pro praetore). Vermutlich sollten die Tiere für die Feierlichkeiten im nächsten Jahr gefangen werden, die anlässlich des 900sten Jahrs der Gründung Roms geplant waren.
Ulpianus führte den Auftrag mit Hilfe von abgeordneten Soldaten aus den Legionen I Italica und XI Claudia sowie Angehörigen der Flotte aus (cum vexillationibus legionum I Italicae XI Claudiae classis Flaviae Moesicae). Offenbar war er mit seiner Unternehmung erfolgreich, denn er gibt an, dass er Bären und Wisente gefangen hat (ursis et visontibus prospere captis); danach weihte er der Göttin der Jagd, Diana, einen Altar, auf dem er die Inschrift anbringen ließ.